# 2695 Крістабел
2695 Крістабел (2695 Christabel) — астероїд головного поясу, відкритий 17 жовтня 1979 року.
Тіссеранів параметр щодо Юпітера — 3,311.